# テルル化インジウム(III)
テルル化インジウム(III)(Indium(III) telluride)は、無機化合物である。黒色の固体で、金属的な性質と塩的な性質を持つため、金属間化合物とされることもある。半導体であり、熱電効果及び光起電力効果が注目されているが、商品への応用は未だなされていない。

## 合成と反応
伝統的には、密閉チューブ内で元素同士を高温で反応させて合成していた。
3Te  +  2 In   →   In
2Te
3
強酸と反応して、テルル化水素となる。

## 関連文献
- Zhang, Qichun; Chung, In; Jang, Joon I.; Ketterson, John B.; Kanatzidis, Mercouri G. (2009). “A Polar and Chiral Indium Telluride Featuring Supertetrahedral T2 Clusters and Nonlinear Optical Second Harmonic Generation”. Chemistry of Materials 21:  12–14. doi:10.1021/cm8027516.